# Бой у мыса Шершель
Бой у мыса Шершель (исп. Batalla del cabo Cherchel) — морское столкновение во время гражданской войны в Испании между тяжелым крейсером националистов «Балеарес» и легкими крейсерами республиканского флота «Либертад» и «Мендес Нуньес», в нескольких милях к северу от алжирского приморского города Шершель.

## Накануне
В рамках обеспечения поставок морем адмирал Буиза, командующий республиканским флотом, 6 сентября 1937 года приказал флоту покинуть порт Картахены и обеспечить у алжирского побережья защиту трех торговых судов: «Альдекоа», «Антонио Сатрастеги» и «Мар Карибе», возвращавшихся из СССР. Этот флот прикрытия состоял из двух легких крейсеров «Либертад» и «Мендес Нуньес» и семи эсминцев.

## Бой
Утром, в 10:15, 7 сентября 1937 года крейсер националистов «Балеарес», который патрулировал у побережья Алжира и направлялся строго на восток, в 30 морских милях от Алжира неожиданно встретил республиканский конвой. «Балеарес» повернул на северо-восток, чтобы зайти в тыл кораблям республиканского флота
В 10:30 республиканский конвой разделился на две части: торговые суда и эсминцы направились на юг, в сторону порта Шершель, а два крейсера двинулись по маршруту, параллельному «Балеаресу», чтобы вступить в бой. «Балеарес» первым открыл огонь около 10:45, но не нанес ущерба противникам, которые отвечали более эффективно: два выстрела с «Либертада» вызвали пожар в отсеке для боеприпасов и на некоторое время прервали электрические цепи, отключив основные орудия крейсера. Морской бой прекратился в 11:15, и корабли республиканцев повернули на восток.
«Балеарес», в свою очередь, повернул и пошел параллельно республиканским кораблям, но потерял их из виду. На нем воспользовались этим перерывом, чтобы исправить повреждения, подсчитать убитых (3) и оказать помощь раненым (26).
Днем оба флота повернули на юг, а потом снова на восток. Когда они плыли вдоль алжирского побережья, около 16:45 республиканские крейсеры были обстреляны самолётами националистов с Майорки, но только эсминец «Эсканьо» был слегка поражен.
Вскоре после этого снова был установлен визуальный контакт, и между 17:30 и 18:00 два флота снова обменялись орудийными выстрелами. «Либертад» снова два раза попал в «Балеарес». После этого последнего обмена ударами они потеряли друг друга из виду и вернулись в свои порты. Другой крейсер националистов, «Канариас», который был вызван в качестве подкрепления, не прибыл в этот район до следующего дня.

## Результаты
Во время боя капитаны трех грузовых судов, сопровождаемых республиканским флотом, запаниковали и изменили курс на юг, чтобы укрыться в водах Алжира. Один из пароходов сел на мель в Шершеле, а два других, в конце концов, добралось до Бона, где они были интернированы французскими властями.
Несмотря на то что «Балеарес» был отбит и сильно поврежден в бою, но так как были потеряны торговые корабли с ценным для Республики грузом, адмирал Буиза был снят с должности главнокомандующего республиканским флотом. Командир «Балеареса» Мануэль де Вьерна был повышен националистами до звания контр-адмирала.